# Kleine hoefijzerneus
De Kleine hoefijzerneus (Rhinolophus hipposideros) is een vleermuis uit het geslacht van de hoefijzerneuzen.

## Kenmerken
Deze soort is de kleinste hoefijzerneus van Europa, met ook de hoogste geluidsfrequentie (105 tot 117 kHz), waarmee de kleinste dieren gevonden en gevangen kunnen worden. Hij heeft een spanwijdte van 192 tot 254 millimeter, een lengte van 3,5 tot 4,5 centimeter en een gewicht van 4 tot 10 gram. De kleine hoefijzerneuzen in het westen van het verspreidingsgebied zijn kleiner dan die in het oosten. De zachte, pluizige vacht is zwart tot rookbruin, met een grijswitte onderzijde. Het gecompliceerde neusblad, de oren en de vleugelmembranen zijn licht grijsbruin.

## Voedsel en gedrag
De kleine hoefijzerneus vliegt vrij snel, waarbij de vleugelslagen een fluisterend geluid maken. De hoefijzerneuzen hangen vrij in verblijven, zonder buren aan te raken. Ze overwinteren solitair, of in kleine groepjes in roestplaatsen. Omstreeks zonondergang vliegen ze uit. De hoefijzerneus jaagt in open bosland en in parken, bij bosjes en struiken, tot ongeveer 5 meter boven de grond. Zijn belangrijkste voedsel zijn insecten als kleine nachtvlinders, langpootmuggen en kevers, en spinnen. Hij pikt zijn voedsel van stenen en struikgewas af. Soms vangt hij zijn prooi ook in de lucht en op de grond. Er zijn aanwijzingen dat kleine hoefijzerneuzen soms worden gegeten door otters.

## Voortplanting
Hoefijzerneuzen paren in de herfst of tijdens de overwintering. Hierbij achtervolgt het paartje elkaar, waarna het mannetje bij de paring achter en over het vrouwtje heen hangt. De paring zelf verloopt vrij kort, waarna zich een paringsprop vormt in de vagina van het vrouwtje. De vrouwtjes bewaren het sperma tot in maart en april, waarna de bevruchting plaatsvindt. Vanaf april trekken de vrouwtjes naar de kraamkamers. In deze kraamkamers bevinden zich 10 tot 500 dieren, waaronder ook enkele onvolwassen mannetjes en vleermuizen van andere soorten als vale vleermuizen. De meeste geboortes vinden plaats tussen midden juni en begin juli, maar kunnen tot augustus plaatsvinden. Er wordt één blind jong geboren. De jongen wegen 1,8 gram en zijn bedekt fijne haartjes. Na drie dagen gaan de ogen open. Na 4 tot 5 weken worden de jongen gespeend. Na 6 tot 7 weken zijn de jongen onafhankelijk en na één jaar zijn de jongen geslachtsrijp.
De kleine hoefijzerneus kan 20 jaar en ouder worden, maar wordt gemiddeld 4 jaar.

## Verspreiding
De kleine hoefijzerneus komt voor in Zuid-Europa, van Wales via Zuid-Duitsland, Roemenië en Oekraïne, in Noordwest-Afrika en Azië van Israël en Turkije tot in Afghanistan en de Himalaya. Zuid-Limburg (Nederland), is de noordkant van het verspreidingsgebied. De hoefijzerneus komt voor in warme heuvelachtige streken, vooral in beboste karstgebieden. Kraamkamers en zomerverblijven bevinden zich in zolders, gebouwen, grotten en mijnen, het liefst met een open uitgang, maar hij kan door spleten kruipen, en overwintert in koele en vochtige grotten, mijnen en kelders.
In Nederland werd hij voor het laatst in 1983 waargenomen. Hij staat er dan ook op de rode lijst. In Wallonië zijn er nog wel kolonies bekend.